# Список умерших в 885 году

## Январь
- 31 января — Диего Родригес Порселос, граф Кастилии (873—885)[1].

## Апрель
- 6 апреля — Мефодий Солунский, святой равноапостольный, византийский миссионер, архиепископ Моравии, вместе с младшим братом Кириллом является создателем славянской азбуки.

## Июнь
- Годфрид Фризский, конунг датских викингов[2].

## Сентябрь
- 15 сентября — Адриан III, Римский Папа (884—885).

## Ноябрь
- 30 ноября — Лиутгарда Саксонская, королева Восточно-Франкского королевства, супруга Людовика III[3].

## Дата смерти неизвестна или требует уточнения
- Ландо III, князь Капуи (882—885).
- Муйредах мак Брайн, король Лейнстера (884—885).
- Рагенольд, граф д’Эрбо (852—885), граф Мэна и маркграф Нейстрии (878—885)[4].
- Роберт I, архиепископ Экс-ан-Прованса (не позднее 878—885)[5].
- Сигебод, архиепископ Нарбона (873—885).